# Matinsaari (ö i Birkaland, Tammerfors, lat 61,46, long 24,86)
Matinsaari är en ö i Finland. Den ligger i sjön Vehkajärvi och i kommunen Pälkäne i den ekonomiska regionen Tammerfors och landskapet Birkaland, i den södra delen av landet, 140 km norr om huvudstaden Helsingfors. Öns största längd är 50 meter i sydöst-nordvästlig riktning.

## Klimat
Trakten ingår i den boreala klimatzonen. Årsmedeltemperaturen i trakten är 1 °C. Den varmaste månaden är juli, då medeltemperaturen är 16 °C, och den kallaste är februari, med −14 °C.